# Pterolophia capensis
Pterolophia capensis là một loài bọ cánh cứng trong họ Cerambycidae.